# 川口宰曜子
川口宰曜子（7月25日—），日本女性配音員。出身於大阪府。身高156cm。O型血。

## 人物簡介
青二Production所屬。相愛大學人文學部日本文化學科畢業，青二塾東京校第18期出身。
為人熟悉的代表配音作品為遊戲《純愛手札3》的相澤千歲。
擅長方言為關西方言。興趣為史蹟旅遊、爵士舞。特技為唱歌。

## 演出作品
※粗體字表示說明飾演的主要角色。

### 電視動畫
1998年
- 守護月天（女學生）
- 遊☆戲☆王（OL、護理人員、記者）

2000年
- 銀河冒險戰記（埃斯特號首席、埃斯特號船員、船員1）
- ONE PIECE（老奶奶）

2001年
- 光劍星傳EX（主婦A）

### 遊戲
- 純愛手札3 ～在約會的地方～（相澤千歲）
- 奧玆魔法使 ～Another World～（奧玆瑪公主）

### 真人演出
- 純愛手札 Super Live DVD
- 純愛手札 Super Live DVD2
- 純愛手札 Super Live forever COUNTDOWN2006 DVD

### CD
- 純愛手札3 初次見面你好！
- 純愛手札3 的音樂信息
- 廣播劇CD 神

### 廣告
- Biore（日语：ビオレ） 濕滑洗面乳（花王）

### 旁白
- 科學頻道『技術立國的領袖群』
- 新感覺劇場 Future Girls
- 旅Channael（日语：旅チャンネル）『全國叮叮電車行（日语：全国チンチン電車紀行）』

### 廣播節目
- 青森放送 青森TODAY（日语：あおもりTODAY）『Eergy偵探事務所 ～助手的調査報告書～』（秘書〈節目主持人〉）

## 外部連結
- 青二Production公式官網的聲優簡介 （页面存档备份，存于） （日語）
- 青二Production公式官網的聲優詳細介紹PDF （日語）